# Cássia Kis
Cássia Kis Magro (n. 6 ianuarie 1958, São Caetano do Sul, São Paulo, Brazilia) este o actriță braziliană. Fost cunoscută sub numele de Cássia Kiss, ea a inclus numele de familie al soțului ei în numele ei de scenă în 2010. Mai târziu, ea și-a schimbat pseudonimul de mijloc de la Kiss la Kis. Numele actual de scenă este Cássia Kis Magro.
Cunoscută la nivel național pentru interpretarea personajului moștenitor Leila din Vale Tudo, protagonistul Ana Lúcia din Barriga de Aluguel, comedia Ilka din Fera Ferida, vagonul Isabel din Iubire fără limite, marele ticălos Adma din Porto dos Milagres, suferind Maria în JK, binecuvântata Mariana în Paraíso și umilul Dulce din Morde & Assopra.

## Viața personală
În 1992, Cássia s-a întâlnit cu publicistul João Alberto Fonseca, s-au căsătorit și au avut doi copii: Joaquim Maria [n.1996] și Maria Cândida [n.1997].
Din 1999 a fost căsătorită cu Sérgio Brandão și au avut doi copii: Pedro Gabriel, care s-a născut în 2003, și Pedro Miguel, născut în 2004.
În 2009 s-a căsătorit cu psihiatrul João Baptista Magro Filho.

## Filmografie

### Filme de televiziune
- 2018 - Segundo Sol .... Claudine
- 2017 - Os Dias Eram Assim .... Vera Reis
- 2016 - Nada Será Como Antes .... Odete dos Santos
- 2015 - A Regra do Jogo .... Djanira da Silva
- 2015 - Felizes para Sempre? .... Olga
- 2014 - O Rebu .... Gilda Rezende
- 2014 - Amores Roubados .... Carolina Dantas
- 2012 - Amor Eterno Amor .... Melissa Borges Sobral
- 2011 - Morde & Assopra .... Dulce Maria Pereira Duarte de Lima
- 2010 - Escrito nas Estrelas .... Francisca Aguillar / Sólida Ramírez
- 2009 - Paraíso .... Mariana Godói
- 2007 - Eterna Magia .... Zilda
- 2006 - Cuibul de vipere .... Henriqueta / Teresa Pacheco
- 2006 - JK .... Maria
- 2005 - Mad Maria .... Amália
- 2004 - Um Só Coração .... Guiomar Penteado
- 2002 - Sabor da Paixão .... Cecília Coelho
- 2001 - Porto dos Milagres .... Adma Guerreiro
- 2000 - Esplendor .... Adelaide
- 1998 - Pecado Capital .... Eunice Freitas
- 1997 - Iubire fără limite .... Isabel Lafayete
- 1996 - Quem É Você? .... Beatriz Maldonado
- 1993 - Fera Ferida .... Ilka Tibiriçá
- 1990 - Barriga de Aluguel .... Ana Lúcia Paranhos de Alencar
- 1990 - Pantanal .... Maria Marruá
- 1988 - Vale Tudo .... Leila Cantanhede
- 1987 - Brega & Chique .... Silvana
- 1985 - Roque Santeiro .... Lugolina de Aragão (Lulu)
- 1984 - Livre para Voar .... Verona
- 1984 - Padre Cícero .... Raquel

### Filme
- 2017 - Real: O Plano por Trás da História
- 2017 - Redemoinho
- 2014 - Boa Sorte
- 2014 - Encantados
- 2012 - Billi Pig
- 2010 - Chico Xavier
- 2010 - Bróder
- 2009 - Os Inquilinos
- 2008 - A Festa Da Menina Morta
- 2008 - Meu Nome Não É Johnny
- 2007 - Chega de Saudade
- 2007 - Não por Acaso
- 2001 - Bicho de Sete Cabeças
- 2001 - Condenado à liberdade
- 2000 - O circo das qualidades humanas
- 2000 - A Hora Marcada
- 1991 - A Grande Arte
- 1987 - Alta Rotação
- 1987 - Ele, o Boto
- 1987 - O País dos Tenentes
- 1984 - Memórias do Cárcere